# Porąbka (Limanowa)
Pour les articles homonymes, voir Porąbka.
Porąbka est une localité polonaise de la gmina de Dobra, située dans le powiat de Limanowa en voïvodie de Petite-Pologne.